# Петровско-Разумовская (станция метро)
«Петро́вско-Разумо́вская» — кросс-платформенная станция Московского метрополитена на Серпуховско-Тимирязевской и Люблинско-Дмитровской линиях. Расположена в Тимирязевском районе (САО). Открыта в марте 1991 года в составе участка «Савёловская» — «Отрадное» на Серпуховско-Тимирязевской линии и 16 сентября 2016 года в составе участка «Марьина Роща» — «Петровско-Разумовская» на Люблинско-Дмитровской. Колонная (западный зал) и колонно-стеновая (восточный зал) трёхсводчатая станция глубокого заложения с одной островной платформой в каждом из залов. С 1991 по 2018 год была самой дальней от центра Москвы действующей станцией глубокого заложения, утратила этот статус после открытия 22 марта станции «Верхние Лихоборы» Люблинско-Дмитровской линии.
|  |  |  |  |

|  |  |  |  |

|  |  |  |  |

|  |  |  |  |

|  |  |  |  |

|  |  |  |  |

|  |  |  |  |

|  |  |  |  |

|  |  |  |  |

|  |  |  |  |

|  |  |  |  |

|  |  |  |  |

|  |  |  |  |

|  |  |  |  |

|  |  |  |  |

|  |  |  |  |

|  |  |  |  |

|  |  |  |  |

|  |  |  |  |

|  |  |  |  |

|  |  |  |  |

|  |  |  |  |

|  |  |  |  |

|  |  |  |  |

|  |  |  |  |

|  |  |  |  |

|  |  |  |  |

|  |  |  |  |

|  |  |  |  |

|  |  |  |  |

|  |  |  |  |

|  |  |  |  |

## История и происхождение названия
Станция метро «Петровско-Разумовская» впервые появилась в планах в 1938 году в составе Таганско-Тимирязевского диаметра, который трассировался от Кузьминок через центр и на север вдоль Дмитровского шоссе. По планам 1947 года станция планировалась в составе Калужско-Тимирязевского диаметра (вдоль Ленинского проспекта через центр к Дмитровскому шоссе). В 1957 году были подтверждены планы 1947 года относительно Тимирязевского радиуса.
Строительство Серпуховско-Тимирязевской линии, в составе которой стала проектироваться «Петровско-Разумовская», было предусмотрено Генеральным планом развития Москвы 1971 года. Предполагалось ответвление от Тимирязевского радиуса в Дегунино, которое должно было начинаться от «Петровско-Разумовской». Впоследствии в районы Лианозово, Бескудниково и Дегунино было намечено строительство Дмитровского радиуса Люблинско-Дмитровской линии. Строительство линии началось с Серпуховского радиуса, который было решено продлевать через центр на север. На «Петровско-Разумовской» было решено устроить кросс-платформенную пересадку — что и было выполнено, но в связи с политико-экономической ситуацией в стране план полностью воплотился в жизнь с 25-летней задержкой[уточнить].
На некоторых перспективных схемах станция носила рабочее название «Петровско-Разумовское», которое связано с расположением поблизости одноимённого остановочного пункта Ленинградского направления Октябрьской железной дороги (ныне он носит такое же название, как и станция метро). В свою очередь, название станции восходит к располагающейся неподалёку дворянской усадьбе Петровско-Разумовское. После открытия станции предлагалось вернуть проектное название с окончанием на «-ое», но проект не был реализован.
Станция «Петровско-Разумовская» была открыта с одним западным залом 7 марта 1991 года в составе участка «Савёловская» — «Отрадное» Серпуховско-Тимирязевской линии, после ввода в эксплуатацию которого в Московском метрополитене стало 148 станций. Это были последние станции, открытые при советской власти.
Во время строительства были оставлены заделы для строительства второго восточного зала с последующей организацией кросс-платформенного пересадочного узла. В 2011 году началось строительство продления Люблинской линии от «Марьиной Рощи» к «Петровско-Разумовской» и далее на север. 29 августа 2016 года был открыт второй зал станции, в нём стали останавливаться поезда Серпуховско-Тимирязевской линии, следующие из центра. С открытием участка Люблинско-Дмитровской линии «Марьина Роща» — «Петровско-Разумовская» 16 сентября 2016 года пересадочный узел заработал на полную мощность, при этом восточный путь в западном (старом) зале стал использоваться поездами Люблинско-Дмитровской линии для движения в сторону «Зябликово». После ввода в эксплуатацию второго зала «Петровско-Разумовской» в Московском метрополитене стало 203 станции.

## Архитектура и оформление

### Западный зал
Конструкция западного зала станции колонная трёхсводчатая. Над эскалаторным тоннелем и в окнах наружного вестибюля западного зала установлены витражи работы З. К. Церетели. Стены вестибюля выложены красным кирпичом. Колонны и путевые стены облицованы белым и серым мрамором, а также датолит-волластонитовым геденбергитовым скарном. Освещение — исключительно закарнизное.
Противоположный, южный торец платформы — глухой, отделан серым мрамором. Проектов его раскрытия в обозримой перспективе нет. В этом торце находятся декоративные вазы с цветами из гипса. Пол выложен тёмным гранитом. Своды станции опираются на колонны через фасонные клинчатые перемычки. Шаг колонн — 6,5 метра.
Во время реконструкции западной части северного вестибюля (с 30 января по 30 декабря 2017 года) западный зал временно не имел выхода на поверхность, выход в северный вестибюль станции был закрыт «заглушкой» с изображением эскалаторов.

### Восточный зал
Конструкция восточного зала станции колонно-стеновая трёхсводчатая, высота центрального зала — 6,1 м, ширина платформы — 16,1 м, с раскрытием девяти проемов из каждого бокового зала. Ширина пилонов — 6,25 м, ширина колонн — 1 м, ширина проёмов — 4,25 м. Пилоны и колонны зала наклонены в противоположных направлениях. Освещение, как и в западном зале — закарнизное, имеющее различия лишь в деталях (в проёмах свет направлен вниз, на пилонах — вверх). Цветовое решение станции оформлено в белых тонах, с небольшими участками на платформенных стенах, которые облицованы зелёным мрамором Верде Малахит. Путевая стена облицована алюминиевыми панелями.
Имеет выход на поверхность в обоих торцах станционного зала — в общий для двух залов северный наземный вестибюль и в связанный только с восточным залом южный подземный вестибюль. При этом с момента открытия восточный зал работал лишь с южным вестибюлем. Восточный зал северного вестибюля был открыт 30 декабря 2016 года.

## Станция в цифрах
- Диаметр залов: боковых — 8,5 м, центрального — 9,5 м.
- Расстояние между осями тоннелей — 16,28 м.
- Глубина заложения — 61,5 м.
- Таблица времени прохождения первого поезда через станцию[18][19]:

| По чётным числам                  | Будние дни | Выходные дни |
| По нечётным числам                | Будние дни | Выходные дни |
| В сторону станции «Владыкино»     | 06:07      | 06:07        |
| В сторону станции «Владыкино»     | 06:07      | 06:07        |
| В сторону станции «Тимирязевская» | 05:31      | 05:34        |
| В сторону станции «Тимирязевская» | 05:31      | 05:34        |
| В сторону станции «Окружная»      | 5:55       | 5:55         |
| В сторону станции «Окружная»      | 5:56       | 5:56         |
| В сторону станции «Фонвизинская»  | 5:40       | 5:40         |
| В сторону станции «Фонвизинская»  | 5:46       | 5:46         |

## Вестибюли, пересадки и выходы
Станция имеет два вестибюля: северный (открыт в 1991 году, расширен в 2016 году, полностью реконструкция завершилась 30 декабря 2017 года) и южный (открыт вместе с восточным залом станции в 2016 году). Северный вестибюль является наземным, объединённым, он связан эскалаторами как с западным залом, поезда через который по обеим линиям движутся в южном направлении (к центру); так и с восточным залом, поезда в котором движутся по обеим линиям в северном направлении (от центра). Южный вестибюль является подземным, связан эскалаторами только с восточным залом. Перемещение между залами осуществляется при помощи двух лестничных переходов. Поскольку станция кросс-платформенная, пересадка между линиями при движении в одном направлении осуществляется в пределах одного зала, для пересадки со сменой направления движения необходимо перейти в соседний зал. Станция заработала в полноценном режиме 22 марта 2018 года после продления Люблинско-Дмитровской линии до станции «Селигерская».
Из северного вестибюля можно выйти к пересечению улицы Линии Октябрьской Железной Дороги и Локомотивного проезда. Возле вестибюля находится крупная остановка ряда маршрутов наземного общественного транспорта «Метро Петровско-Разумовская», идёт подготовка к строительству транспортно-пересадочного узла «Петровско-Разумовская». Ранее рядом с северным вестибюлем находился Петровско-Разумовский вещевой рынок, который был закрыт в связи с освобождением площадки под расширение вестибюля, строительство транспортно-пересадочного узла и торгово-развлекательного комплекса «Парус». Северный вестибюль станции находится в Тимирязевском районе недалеко от его границы с районом Марфино.
Из южного вестибюля, при помощи подземного пешеходного перехода, можно выйти на обе стороны Дмитровского шоссе, недалеко от примыкания к нему Верхней аллеи. У восточных выходов на Дмитровское шоссе находится крупная остановка ряда маршрутов наземного общественного транспорта «Метро Петровско-Разумовская». Выходы из южного вестибюля находятся в Тимирязевском районе недалеко от его границы с Бутырским районом.
В пешей доступности от обоих вестибюлей находится платформа Петровско-Разумовская Октябрьской железной дороги. Её планируют перенести ближе к метро, на ней планируется остановка скоростных поездов «Сапсан». Также в будущем построят одноимённую платформу на Савёловском направлении МЖД, которая тоже войдёт в состав проектируемого ТПУ «Петровско-Разумовская».

## Галерея
| - Западный зал - Западный зал до открытия восточного - Южный переход в восточный зал - Название на путевой стене - Станционные часы 1-го пути Люблинско-Дмитровской линии - Указатель в сторону станции «Фонвизинская» в 2016—2020 годах - Указатель в сторону станции «Тимирязевская» в 2016—2020 годах - Заглушка, закрывавшая выход в торце зала на время реконструкции вестибюля |

| - Восточный зал - Чередование стен, проходов и колонн - Переход в западный зал - Название на путевой стене - Указатель в сторону станции «Владыкино» в 2016—2020 годах - Элементы подсветки путевого зала - Указатель в сторону станции «Владыкино» в 2016—2020 годах - Старый указатель перехода в западный зал (на заднем плане не действовавший путь — свет в путевом зале не горит) - Указатель в сторону станции «Окружная» в 2018—2023 годах |

## Путевое развитие
За станцией от тоннелей Люблинско-Дмитровской линии в сторону станции «Окружная» отходит оборотный тупик, который используется для технического обслуживания поездов и для ночного отстоя, а также для организации зонного движения в час пик и при нештатных ситуациях. Также к северу от станции имеется пошёрстный съезд между I путём Люблинско-Дмитровской линии и I путём Серпуховско-Тимирязевской линии, используемый в качестве служебной соединительной ветви. До постройки второго станционного зала в этом месте проходил I главный путь Серпуховско-Тимирязевской линии, который в пределах станции шёл по направлению нынешнего I пути Люблинско-Дмитровской линии, а через тоннель этого съезда поезда попадали на перегон «Петровско-Разумовская» — «Владыкино».

## Пассажиропоток
- 1999 год, по станции — 95 599 чел./сутки
- 2002 год, по вестибюлям:
  - по входу — 87,2 тыс. чел./сутки
  - по выходу — 85,2 тыс. чел./сутки
- 2016 год, по станции — 135 тыс. чел./сутки[27]

За 5 лет участком от «Марьиной Рощи» до «Петровско-Разумовской» воспользовались более 100 миллионов человек.

## Наземный общественный транспорт
На этой станции можно пересесть на следующие маршруты городского пассажирского транспорта:
- Автобусы: м40, е24, 114, 123, 194, 204, 215, 282, 447, 466, с482, 677, т78, н10